# بروتيوليبيد
البروتيوليبيد هي بروتينات مرتبطة تساهميًا بجزيئات الدهون، والتي يمكن أن تكون أحماض دهنية أو إيزوبرينويدات أو ستيرولات. تُعرف مثل عملية الارتباط هذه باسم دهون البروتين، وتقع في فئة أوسع من الأسيلة وتعديل ما بعد الترجمة. تتواجد البروتينات الدهنية بكثرة في أنسجة المخ، كما توجد أيضًا في العديد من الأنسجة الحيوانية والنباتية الأخرى. وتشمل هرمون الجريلين، هرمون الببتيد المرتبط بالتغذية. تتكون العديد من البروتينات الدهنية من بروتينات مرتبطة تساهميًا بسلاسل الأحماض الدهنية، وغالبًا ما تمنحها واجهة للتفاعل مع الأغشية الحيوية. لا ينبغي الخلط بينها وبين البروتينات الدهنية، وهو نوع من التجمع الكروي يتكون من العديد من جزيئات الدهون وصميم البروتين الدهني.

## بناء
اعتمادًا على نوع الأحماض الدهنية المرتبطة بالبروتين، يمكن أن يحوي البروتيوليبيد غالبًا على مجموعات ميريستول أو بالبالميتول أو البرنلة. تؤدي كل مجموعة وظائف مختلفة ولها تفضيلات مختلفة فيما يتعلق ببقايا الأحماض الأمينية التي ترتبط بها. تسمى العمليات على التوالي ربط حمض الميريستك مع الجلايسين (عادةً في النهاية المطرافية النتروجينية للجلايسين)، وعملية إضافة البالميتول إلى سيستئين، والبرنلة أيضًا إلى سيستئين. على الرغم من الأسماء المحددة على ما يبدو، فإن عملية إضافة مجموعة الميستول إلى القاعدة النيتروجينية الطرفية وعملية اضافة البالميتول على بقايا السيستين من البروتين ويمكن أن تشتمل أيضًا على بعض الأحماض الدهنية الأخرى، الأكثر شيوعًا في النباتات والبروتينات الفيروسية. تحتوي المقالة المتعلقة بالبروتينات الدهنية على مزيد من المعلومات حول هذه الفئات الأساسية.
الببتيدات الدهنية هي نوع من الببتيد البرمائي الذي يشتمل على واحد أو أكثر من سلاسل الألكيل/الدهن، المرتبطة بمجموعة رأس الببتيد. كما هو الحال مع أمفيفيل الببتيد، فإنها تتجمع ذاتيًا اعتمادًا على التوازن المحب للماء/كاره للماء، بالإضافة إلى التفاعلات بين وحدات الببتيد، والتي تعتمد على شحنة بقايا الأحماض الأمينية. تجمع الببتيدات الدهنية بين السمات الهيكلية للمواد الخافضة للتوتر السطحي البرمائيات مع وظائف الببتيدات النشطة بيولوجيًا، ومن المعروف أنها تتجمع في مجموعة متنوعة من الهياكل النانوية.

## الوظيفة والتطبيق
نظرًا للخصائص المرغوبة للببتيدات مثل التقارب العالي للمستقبلات والنشاط الحيوي، والسمية المنخفضة، فإن استخدام الببتيدات في العلاجات (مثل علاجات الببتيد) له إمكانات كبيرة؛ من خلال سوق سريع النمو مع أكثر من 100 دواء معتمد من الببتيد. تتمثل العيوب في أن الببتيدات لها توافر حيوي واستقرار منخفضان عن طريق الفم. أثبتت عملية شفط الدهون كأداة تعديل كيميائي في تطوير العوامل العلاجية أنها مفيدة في التغلب على هذه المشكلات، من خلال أربعة عقاقير ببتيد دهنية معتمدة حاليًا للاستخدام في البشر، والعديد من الأدوية الأخرى في التجارب السريرية. اثنان من الأدوية المعتمدة هي نظائر ليراجلوتايد طويلة المفعول المضادة للسكري (Victoza®)، والأنسولين ديتيمير (Levemir®). والنوعان الآخران هما دابتومايسين وبوليميكسين ب.
الببتيدات الدهنية لها أيضًا تطبيقات في مجالات أخرى، مثل استخدامها في صناعة مستحضرات التجميل. يستخدم الببتيد الدهني المتوفر تجارياً، ماتريكسيل، في الكريمات المضادة للتجاعيد. ماتريكسيل هو خماسي الببتيد وله تسلسل ليسين-ثلاثونين-ثلاثونين-ليسين -سيرين، مع سلسلة دهن ميتويل المرفقة، القادرة على تحفيز إنتاج الكولاجين والفيبرونيكتين في الخلايا الليفية. أظهرت العديد من الدراسات نتائج واعدة باستخدام الميتويل-ليسين-ثلاثونين-ثلاثونين-ليسين -سيرين، وقد عثر على تركيبات موضعية لتقليل الخطوط الدقيقة والتجاعيد بشكل كبير، مما يساعد على تأخير عملية الشيخوخة في الجلد. أجرت مجموعة هاملي أيضًا تحقيقات حول، ووجدت أنها تتجمع ذاتيًا في أشرطة نانوية في نطاق الأس الهيدروجيني 3-7، بالإضافة إلى تحفيز الخلايا الليفية الجلدية والقرنية البشرية بطريقة تعتمد على التركيز، مما يشير إلى حدوث التحفيز. فوق تركيز التجميع الحرج.
توجد بعض الأشكال النادرة من أسيل البروتين التي قد لا يكون لها وظيفة مرتبطة بالغشاء. وهي تشمل تكوين روابط بين السيرين والاوكتان من طرف الأوكسجين في الجريلين، وسيرين مع البالميتول في بروتين دبيلو.أن.تي، واضافة البالميتول للسيستين في هيستون H4 مع LPCAT1. تعدل بروتينات القنفذ مرتين بواسطة المجموعة النيتروجينية الطرفية للبالميتات والكوليسترول. بعض سيراميدات الجلد عبارة عن دهون بروتينية. يمكن أيضًا أن تكون المجموعة الأمينية على اللايسين عبارة عن ترسب عضلي عبر آلية غير مفهومة جيدًا.

## في البكتيريا
تستخدم جميع البكتيريا البروتينات الدهنية، والتي يشار إليها أحيانًا بشكل محير بالبروتينات الدهنية البكتيرية، في غشاء الخلية. يتكون التعديل الشائع من القاعدة النيتروجينية الطرفية للأسل والقاعدة الطرفية s لدياسيل جلسرين المتصل ببقايا سيستين على القاعدة النيتروجينية الطرفية. بروتين براون الدهني، الموجود في البكتيريا سالبة الجرام، هو ممثل لهذه المجموعة. بالإضافة إلى ذلك، توجه بروتينات المتفطرة لحمض المايكولك للغشاء الخارجي. إن البلاستيدات الخضراء للنبات قادرة على إجراء العديد من التعديلات نفسها التي تقوم بها البكتيريا على البروتينات الدهنية. قاعدة بيانات واحدة لبروتينات جدار الخلية ان اسيل داي اسيل غليسريلاتيد هي DOLOP.
اللولبيات المسببة للأمراض، بما في ذلك بوريليا برغدورفيرية واللولبية الشاحبة. تستخدم المواد اللاصقة البروتينية للالتصاق بالخلايا الضحية. هذه البروتينات هي أيضًا مستضدات قوية، وهي في الواقع المستضدات الرئيسية لهذين النوعين.
تشتمل البروتينات الدهنية على المضادات الحيوية البكتيرية التي لا تصنع في الريبوسوم. قد تشتمل منتجات ببتيد لاريبوزومي أيضًا على بنية ببتيدية مرتبطة بالدهون. وعادة ما يشار إليها باسم "الببتيدات الدهنية". تعد "البروتينات الدهنية" البكتيرية و"الببتيدات الدهنية" من المحفزات القوية للإنتان، وتأتي في المرتبة الثانية بعد عديد السكاريد الشحمي في قدرتها على التسبب في استجابة الالتهاب. بينما يكشف عن عديد السكاريد الشحمي بواسطة المستقبل الشبيه بالتول رقم 4، يكتشف عديد السكاريد الشحمي بواسطة المستقبل الشبيه بالتول رقم 2.

### العصية
يتم إنتاج العديد من البروتينات الدهنية من قبل عائلة عصوية رقيقة، وتتكون من بنية دورية تتكون من 7-10 أحماض أمينية، وسلسلة من الأحماض الدهنية الهيدروكسية β ذات أطوال متفاوتة تتراوح بين 13-19 ذرة كربون. يمكن تقسيم هذه إلى ثلاث عائلات اعتمادًا على بنية تسلسل الببتيد الدوري: سرففاكتين، إيتورين، وفينجيسين. تحتوي الببتيدات الدهنية التي تنتجها سلالات العصيات على العديد من الأنشطة الحيوية المفيدة مثل الخصائص المضادة للبكتيريا والفيروسات والفطريات والأورام، مما يجعلها جذابة جدًا للاستخدام في مجموعة واسعة من الصناعات.

### المنشطات السطحية
كما يوحي الاسم، فإن المنشطات السطحية عبارة عن مواد خافضة للتوتر السطحي قوية (مواد خافضة للتوتر السطحي تنتجها البكتيريا أو الخميرة أو الفطريات)، وقد ثبت أنها تقلل التوتر السطحي للماء من 72 إلى 27 ملي نيوتن/م بتركيزات منخفضة جدًا. علاوة على ذلك، فإن سرففاكتين قادر أيضًا على نفاذية الأغشية الدهنية، مما يسمح لها بأن يكون لها أنشطة محددة مضادة للميكروبات والفيروسات. نظرًا لأن سطحيًا خافض للتوتر السطحي، فإن لها خصائص وظيفية متنوعة. وتشمل سمية منخفضة وقابلية للتحلل البيولوجي وتحمل أعلى للتغير في درجة الحرارة ودرجة الحموضة، مما يجعلها ممتعة للغاية للاستخدام في مجموعة واسعة من التطبيقات.

### الايتورين
الإيتورينات عبارة عن ببتيدات دهنية مكونة للمسام مع نشاط مضاد للفطريات، وهذا يعتمد على التفاعل مع الغشاء السيتوبلازمي للخلايا المستهدفة. ميكوسوبتيلين هو شكل إسوي إيتورين يمكنه التفاعل مع الأغشية عبر مجموعة كحول ستيرول، لاستهداف إرغوستيرول (مركب موجود في الفطريات) لإعطائه خصائص مضادة للفطريات.

### الفنغيسينس
هي فئة أخرى من المواد الحيوية التي تنتجها العصوية الرقيقة، مع نشاط مضاد للفطريات ضد الفطريات الخيطية.هناك فئتان منها A وB، حيث يختلف الاثنان فقط بحمض أميني واحد في الموضع 6 في تسلسل الببتيد، الأول به بقايا ألانين، والأخير يحتوي على حمض أميني.

### الستربتوميسيس العقدية
دابتوميسين هو ببتيد دهني آخر موجود بشكل طبيعي، وتنتجه بكتيريا عقدية وردية ستربتوميسيس روزوبوروس. يتكون هيكل دابتوميسين من سلسلة دهون ديكانويل مرتبطة بمجموعة رأس ببتيد مدورة جزئيًا. له خصائص مضادة للميكروبات قوية جدًا ويستخدم كمضاد حيوي لعلاج الحالات التي تهدد الحياة والتي تسببها البكتيريا إيجابية الجرام بما في ذلك المكورات العنقودية الذهبية المقاومة للميثيسيلين والمكورات المعوية المقاومة للفانكومايسين. كما هو الحال مع الببتيدات الدهنية في العصوية الرقيقة، فإن تغلغل غشاء الخلية هو ما يمنحها خصائصها، ويُعتقد أن آلية العمل مع الدابتومايسين تتضمن إدخال سلسلة الديكانويل في الغشاء البكتيري لتسبب الاضطراب. يؤدي هذا بعد ذلك إلى إزالة الاستقطاب الخطيرة مما يؤدي إلى تثبيط عمليات التخليق المختلفة بما في ذلك عمليات الدنا والبروتين والحمض النووي الريبي، مما يؤدي إلى موت الخلايا المبرمج.

## روابط خارجية
- Proteolipids في المكتبة الوطنية الأمريكية للطب نظام فهرسة المواضيع الطبية (MeSH).

- GO:0006497: مصطلح علم الوجود الجيني لدهون البروتين